# プトレシン
プトレシン（英: putrescine, putrescin, putrescene）はジアミンの一種であり、腐肉の臭いの成分である。

## 概要
カダベリンに類似した性質を持つ。これらは共に、生きている、または死んだ生物中に存在するアミノ酸が分解することによって生成する。
健常な細胞中でもオルニチン脱炭酸酵素によって少量合成されている。プトレシンは最も単純なポリアミンの1つであり、ポリアミンは細胞分裂に必須な増殖因子であるとされている。
他に腐臭を持つ化合物としてメタンチオールや酪酸がある。

## 用途
プトレシンはアジピン酸と反応してポリアミドナイロン46を生成する。オランダのDSMがStanylとして販売している。
収穫前の植物への散布すると植物の高温や旱魃への耐性を高める効果があり、これはエチレンによるものと考えられている。
プトレシンを他のポリアミンとともに使用すると、果物の熟成を遅らせ保存期間が延びる。
プトレシンとキトサンを組み合わせたコーティング剤は、果物の抗酸化能・酵素活性を高め、腐敗防止に効果がある。
酵素の活性化により新鮮なイチゴに対する腐敗防止効果により保存期間が12日延長され、糖の含有量があがるとされている。
法化学においては死後変化の生化学的マーカーのひとつで死亡時期推定に使用される物質である。